# Krakvät
Krakvät este o arie protejată (arie specială de conservare — SAC, sit de importanță comunitară — SCI) din Suedia întinsă pe o suprafață de 16,4 ha, integral pe uscat.

## Localizare
Centrul sitului Krakvät este situat la coordonatele 57°09′21″N 18°10′52″E / 57.1559°N 18.181°E.

## Înființare
Situl Krakvät a fost declarat sit de importanță comunitară în decembrie 1998 pentru a proteja un număr necunoscut de specii din flora spontană și fauna sălbatică aflate în arealul zonei. Situl a fost protejat și ca arie specială de conservare în martie 2011.

## Biodiversitate
Situată în ecoregiunea boreală, aria protejată conține 4 habitate naturale: Pășuni din zone de pădure fino-scandinave, Mlaștini alcaline, Mlaștini calcaroase cu Cladium mariscus și specii de Caricion davallianae, Pajiști uscate seminaturale și facies de acoperire cu tufișuri pe substraturi calcaroase (Festuco-Brometalia) (* situri importante pentru orhidee).
La baza desemnării sitului se află un număr nedeclarat de specii protejate.